# Stachys arvensis
La stregona minore (nome scientifico Stachys arvensis (L.) L., 1763) è una piccola pianta erbacea dai fiori labiati appartenente alla famiglia delle Lamiaceae.

## Etimologia
Il nome generico (stachys) deriva dal greco e significa "simile alla spiga di grano". L'epiteto specifico (arvensis = dei campi coltivati o arati) fa riferimento all'habitat tipico della pianta.
Il nome scientifico della specie è stato definito da Linneo (1707 – 1778), conosciuto anche come Carl von Linné, biologo e scrittore svedese considerato il padre della moderna classificazione scientifica degli organismi viventi, nella pubblicazione "Species Plantarum - Edition 2, 814" del 1763.

## Descrizione

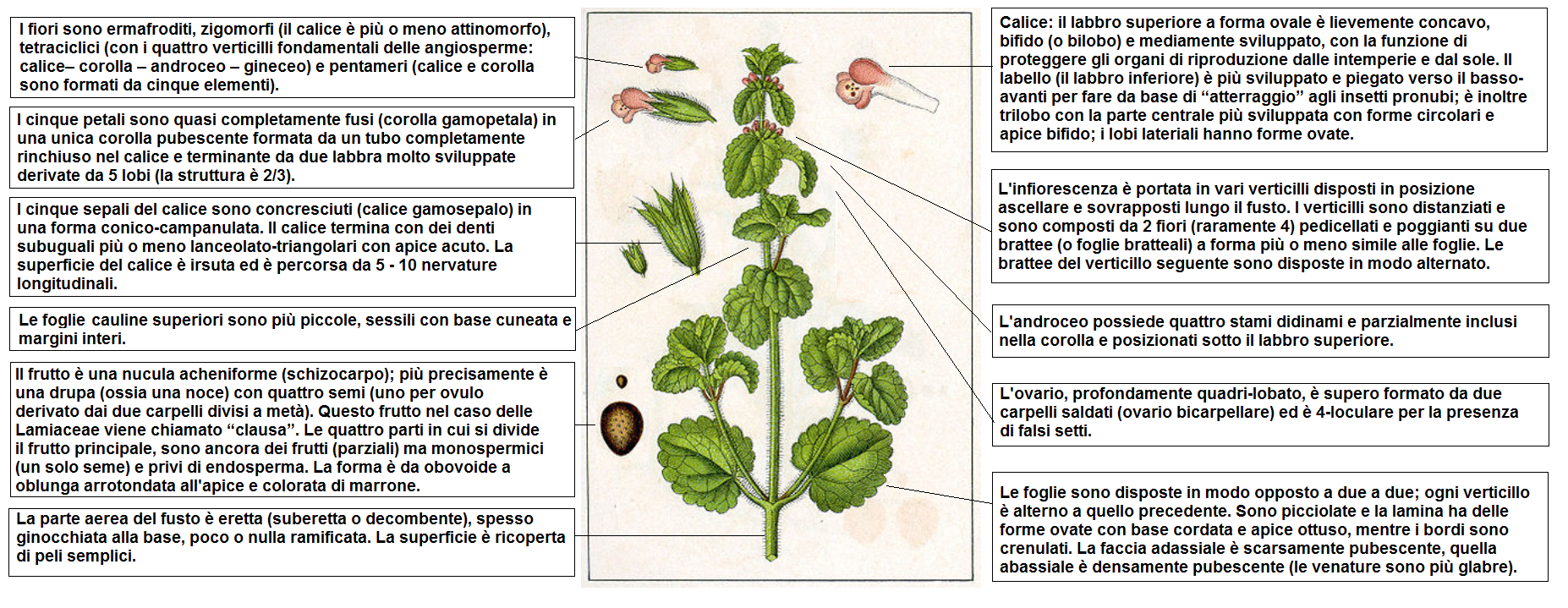
Descrizione delle parti della pianta

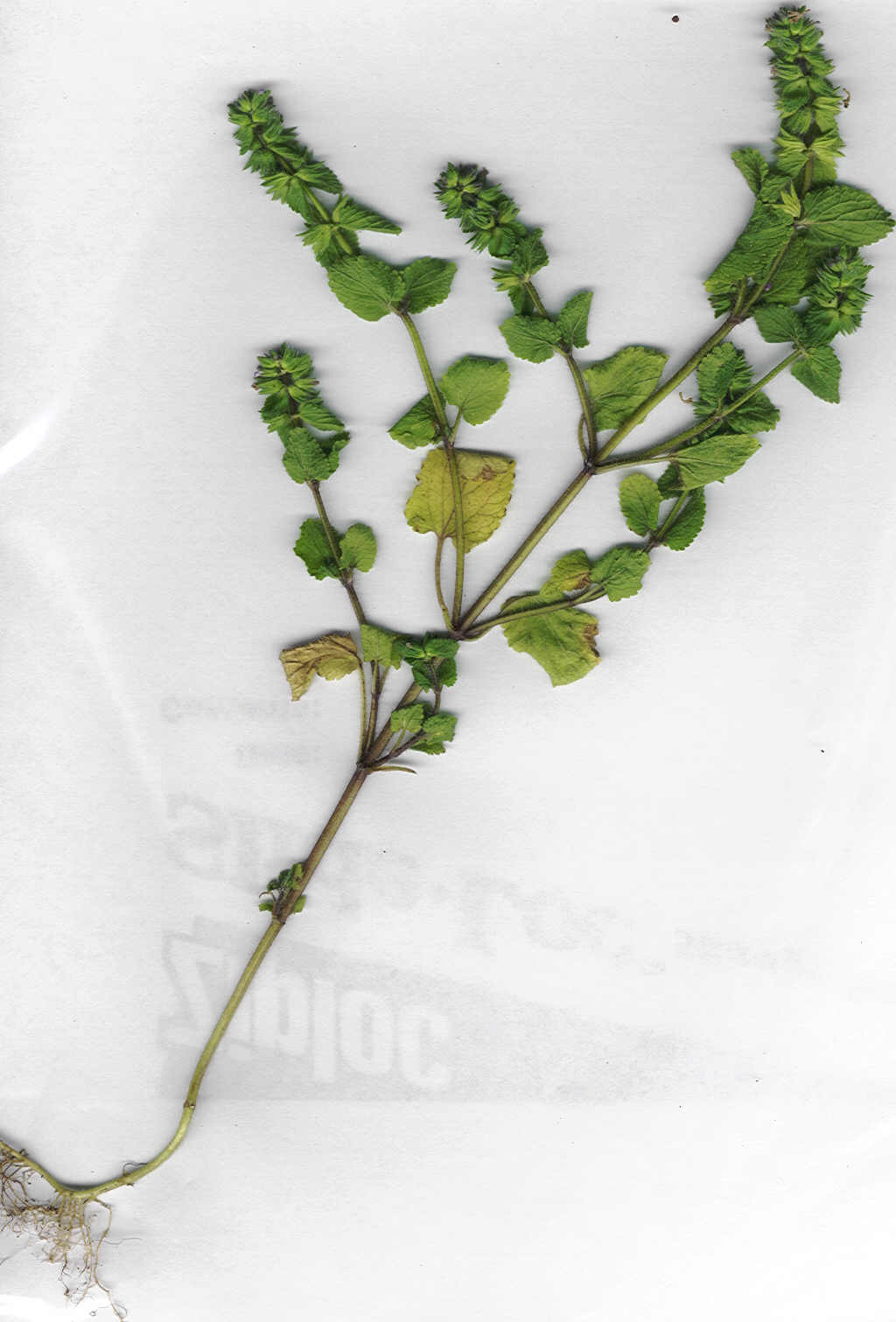
Il portamento

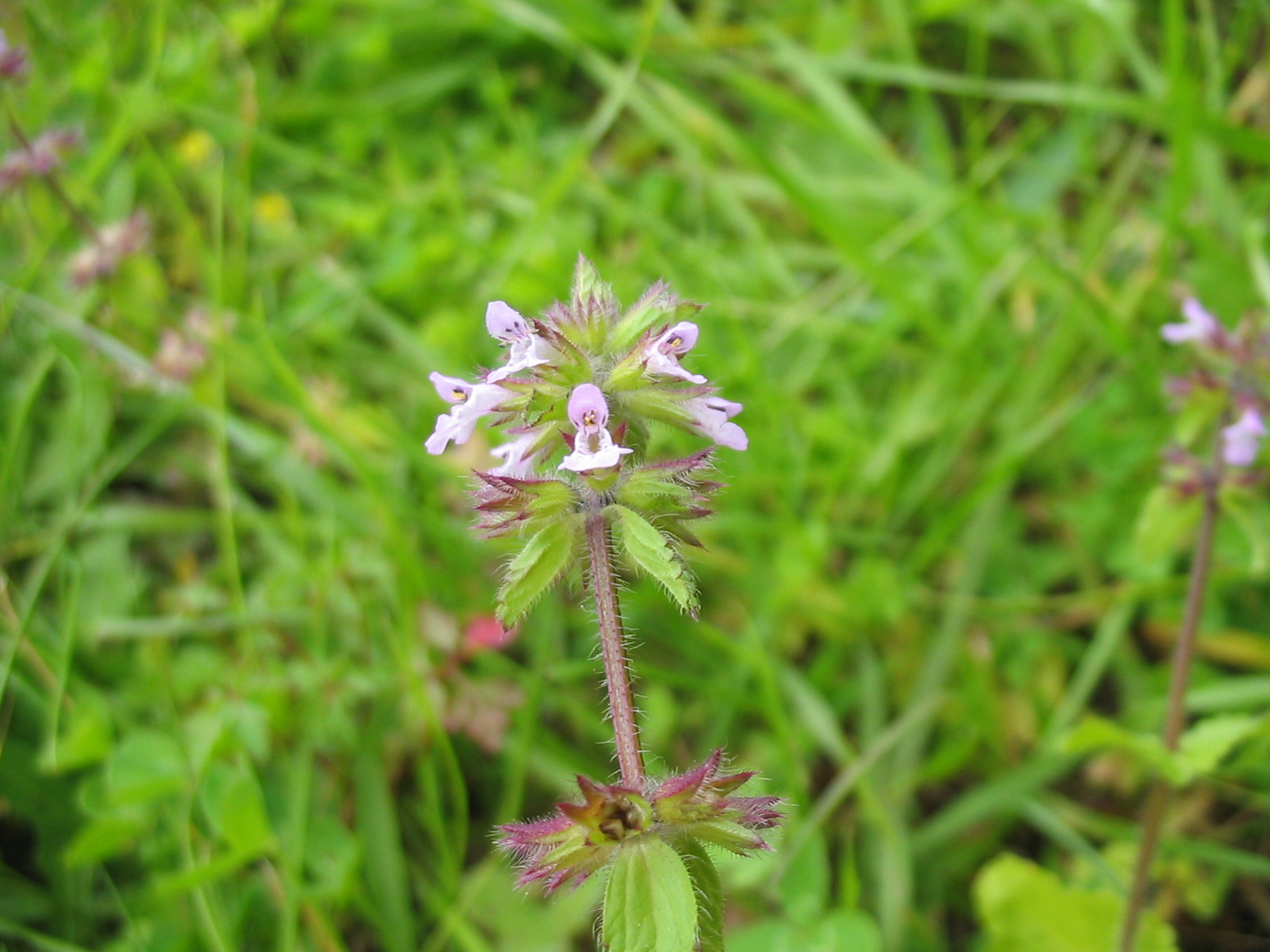
Infiorescenza

Queste piante arrivano ad una altezza di 4 – 40 cm. La forma biologica è terofita scaposa (T scap), ossia in generale sono piante erbacee che differiscono dalle altre forme biologiche poiché, essendo annuali, superano la stagione avversa sotto forma di seme e sono munite di asse fiorale eretto e spesso privo di foglie.

### Radici
Le radici sono secondarie da rizoma.

### Fusto
La parte aerea del fusto è eretta (suberetta o decombente), spesso ginocchiata alla base, poco o nulla ramificata. La superficie è ricoperta di peli semplici lunghi 1 mm.

### Foglie
Le foglie sono disposte in modo opposto a due a due; ogni verticillo è alterno a quello precedente. Sono picciolate e la lamina ha delle forme ovate con base cordata e apice ottuso, mentre i bordi sono crenulati. Quelle cauline superiori sono più piccole, sessili con base cuneata e margini interi. La faccia adassiale è scarsamente pubescente, quella abassiale è densamente pubescente (le venature sono più glabre). Lunghezza del picciolo: 5 – 15 mm. Dimensione delle foglie: larghezza 7 – 15 mm; lunghezza 9 – 20 mm.

### Infiorescenza
L'infiorescenza è portata in vari verticilli disposti in posizione ascellare e sovrapposti lungo il fusto. I verticilli sono distanziati e sono composti da 2 fiori (raramente 4) pedicellati e poggianti su due brattee (o foglie bratteali) a forma più o meno simile alle foglie. Le brattee del verticillo seguente sono disposte in modo alternato. Sono presenti delle bratteole lunghe 1 mm. Lunghezza del pedicello: 1 mm.

### Fiore
I fiori sono ermafroditi, zigomorfi (il calice è più o meno attinomorfo), tetraciclici (con i quattro verticilli fondamentali delle Angiosperme: calice– corolla – androceo – gineceo) e pentameri (calice e corolla sono formati da cinque elementi). Lunghezza del fiore: 6 – 9 mm.
- Formula fiorale. Per questa specie la formula fiorale della famiglia è la seguente:

X, K (5), [C (2+3), A 2+2], G (2), supero, drupa, 4 nucole
- Calice: i cinque sepali del calice sono concresciuti (calice gamosepalo) in una forma conico-campanulata. Il calice termina con dei denti subuguali più o meno lanceolato-triangolari con apice acuto. La superficie del calice è irsuta ed è percorsa da 5 - 10 nervature longitudinali. Alla fruttificazione il calice assume una forma urceolata. Lunghezza del tubo: 3 – 4 mm. Lunghezza dei denti: 2 - 2,5 mm.
- Corolla: i cinque petali sono quasi completamente fusi (corolla gamopetala) in un'unica corolla pubescente formata da un tubo completamente rinchiuso nel calice e terminante da due labbra molto sviluppate derivate da 5 lobi (la struttura è 2/3). Il labbro superiore a forma ovale è lievemente concavo, bifido (o bilobo) e mediamente sviluppato, con la funzione di proteggere gli organi di riproduzione dalle intemperie e dal sole. Il labello (il labbro inferiore) è più sviluppato e piegato verso il basso-avanti per fare da base di “atterraggio” agli insetti pronubi; è inoltre trilobo con la parte centrale più sviluppata con forme circolari e apice bifido; i lobi lateriali hanno forme ovate. Le fauci internamente sono circondate da un anello di peli (caratteristica comune a molte "labiate" che ha lo scopo di impedire l'accesso ad insetti più piccoli e non adatti all'impollinazione). La corolla è rosea, talvolta purpurea o anche biancastra. Lunghezza della corolla: 5 – 7 mm. Dimensione del labbro superiore: 1 mm.
- Androceo: l'androceo possiede quattro stami didinami e parzialmente inclusi nella corolla e posizionati sotto il labbro superiore. I filamenti sono adnati alla corolla. Le antere sono biloculari. Le teche sono più o meno distinte e divaricate (raramente sono parallele); la deiscenza è logitudinale. Gli stami dopo la fecondazione divergono e si attorcigliano. I granuli pollinici sono del tipo tricolpato o esacolpato. Il nettario è ricco di sostanze zuccherine.
- Gineceo: l'ovario, profondamente quadri-lobato, è supero formato da due carpelli saldati (ovario bicarpellare) ed è 4-loculare per la presenza di falsi setti. La placentazione è assile. L'ovario è arrotondato all'apice. Gli ovuli sono 4 (uno per ogni presunto loculo), hanno un tegumento e sono tenuinucellati (con la nocella, stadio primordiale dell'ovulo, ridotta a poche cellule).[14] Lo stilo inserito alla base dell'ovario (stilo ginobasico) è del tipo filiforme ed è incluso nella corolla. Lo stigma è bifido con due lacinie uguali.
- Fioritura: da marzo a maggio (ottobre).

### Frutti
Il frutto è una nucula acheniforme (schizocarpo); più precisamente è una drupa (ossia una noce) con quattro semi (uno per ovulo derivato dai due carpelli divisi a metà). Questo frutto nel caso delle Lamiaceae viene chiamato “clausa”. Le quattro parti in cui si divide il frutto principale, sono ancora dei frutti (parziali) ma monospermici (un solo seme) e privi di endosperma. La forma è da obovoide a oblunga arrotondata all'apice e colorata di marrone. Dimensione della nucula: 1,5 mm.

## Riproduzione
- Impollinazione: l'impollinazione avviene tramite insetti (impollinazione entomogama): ditteri, imenotteri e più raramente lepidotteri.[15][16]
- Riproduzione: la fecondazione avviene fondamentalmente tramite l'impollinazione dei fiori (vedi sopra).
- Dispersione: i semi cadendo a terra (dopo essere stati trasportati per alcuni metri dal vento – disseminazione anemocora) sono successivamente dispersi soprattutto da insetti tipo formiche (disseminazione mirmecoria).[17] Per questo scopo i semi hanno una appendice oleosa (elaisomi, sostanze ricche di grassi, proteine e zuccheri) che attrae le formiche durante i loro spostamenti alla ricerca di cibo.[18]

## Distribuzione e habitat

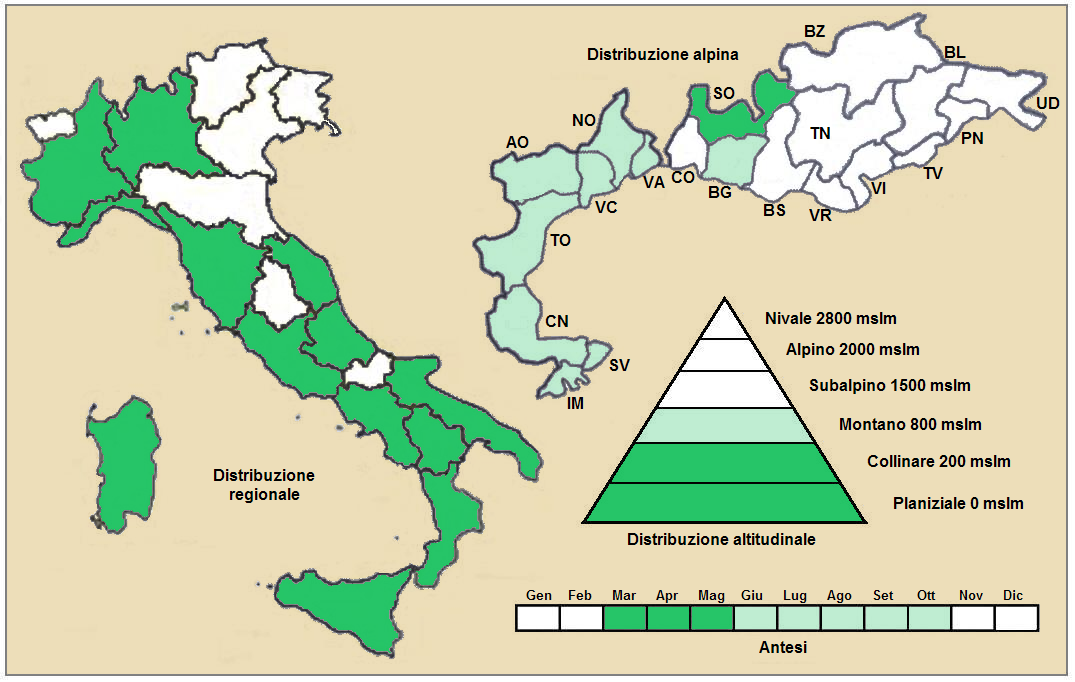
Distribuzione della pianta
(Distribuzione regionale – Distribuzione alpina)

- Geoelemento: il tipo corologico (area di origine) è Europeo (Subatlantico) divenuto Subcosmopolita.
- Distribuzione: in Italia è una specie rara e si trova distribuita da nord a sud soprattutto lungo il versante tirrenico fino alla Sicilia e Sardegna. Nelle Alpi ha una distribuzione discontinua. Fuori dall'Italia, sempre nelle Alpi, questa specie si trova in Francia (dipartimenti di Alpes-de-Haute-Provence, Drôme, Savoia e Alta Savoia), in Svizzera (cantoni Vallese, Ticino e Grigioni) e in Slovenia.[20] In Europa (e nell'areale mediterraneo) si trova nella parte occidentale dalla Penisola Balcanica fino alla penisola Scandinava; si trova inoltre nell'Anatolia, nell'Asia mediterranea e nel Magreb africano.[21] Fuori dall'Europa si trova in Asia (fino in Cina), nel Nord America e nel Sud America.[13]
- Habitat: l'habitat tipico per questa pianta sono i campi e le vigne. Il substrato preferito è siliceo ma anche calcareo/siliceo con pH acido, alti valori nutrizionali del terreno che deve essere mediamente umido.[20]
- Distribuzione altitudinale: sui rilievi queste piante si possono trovare fino a 600 m s.l.m.; frequentano quindi i seguenti piani vegetazionali: collinare e in parte quello montano (oltre a quello planiziale – a livello del mare).

### Fitosociologia
Dal punto di vista fitosociologico alpino Stachys arvensis appartiene alla seguente comunità vegetale:
- Formazione: delle comunità terofitiche pioniere nitrofile.

- Classe: Stellarietea mediae

- Ordine: Centaureetalia cyani

- Alleanza: Panico-Setarion

## Tassonomia
La famiglia di appartenenza della specie (Lamiaceae), molto numerosa con circa 250 generi e quasi 7000 specie, ha il principale centro di differenziazione nel bacino del Mediterraneo e sono piante per lo più xerofile (in Brasile sono presenti anche specie arboree). Per la presenza di sostanze aromatiche, molte specie di questa famiglia sono usate in cucina come condimento, in profumeria, liquoreria e farmacia. Il genere Stachys comprende più di 300 specie con una distribuzione cosmopolita (ad eccezione dell'Australia e Nuova Zelanda), due dozzine delle quali vivono spontaneamente in Italia. Nell'ambito della famiglia il genere Stachys è descritto all'interno della tribù Stachydeae Dumort., 1827  (sottofamiglia Lamioideae Harley, 2003). Nelle classificazioni meno recenti la famiglia Lamiaceae viene chiamata Labiatae.
Per questa specie il basionimo è: Glechoma arvensis L., 1753
Il numero cromosomico di S. arvensis è: 2n = 10, 18.

### Sinonimi
Questa entità ha avuto nel tempo diverse nomenclature. L'elenco seguente indica alcuni tra i sinonimi più frequenti:
- Cardiaca arvensis (L.) Lam.
- Glechoma arvensis  L.
- Glechoma belgica  L.
- Glechoma marrubiastrum  Vill.
- Stachys arvensis var. bermudiana  Millsp.
- Stachys arvensis var. lamiiformis  Domin
- Stachys brasiliensis  Benth.
- Trixago arvensis  (L.) Hoffmanns. & Link
- Trixago colorata  C.Presl
- Trixago cordifolia  Moench
- Trixago punctata  Gilib.
- Trixella arvensis  (L.) Fourr.

## Altre notizie
La stregona dei campi in altre lingue è chiamata nei seguenti modi:
- (DE)  Acher-Ziest
- (FR)  Épiaire des champs
- (EN)  Field Woundwort